# Libiamo ne' lieti calici

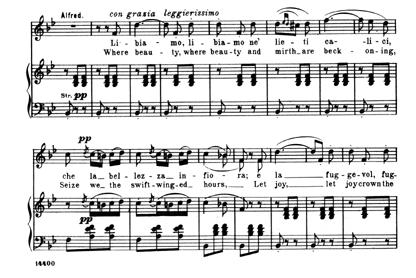
Нотний запис дуету

Libiamo ne' lieti calici (з італ. "Підносьте свій келих", альтернативна назва «Застільна пісня») — дует з другої сцени першого акту опери Джузеппе Верді «Травіата» на лібретто Франческо Марії П'яве.

## Опис
Дует звучить у ритмі вальсу у жанрі бри́ндізі. За сюжетом опери, дует виконують головні герої — провінційний молодик Альфред Жермон (тенор) та куртизанка Віолетта Валері (сопрано) під час званої вечері, що дає Валері у своєму паризькому салоні. До виконавців періодично долучається хор гостей. Зміст і манера виконання дуету демонструють народження кохання між головними героями.

## Текст та переклад

### Медіа
- Відео: Libiamo ne' lieti calici, переклад Максима Рильського, виконують Степан Фіцич, Наталія Кречко, Оксана Дондик
- Відео: "Підносьте свій келих" (Libiamo ne' lieti calici), переклад субтитрами Олекси Кириченка, виконують Соня Йончева та Майкл Фабіано, Метрополітен-опера, 2017 р.
- Анна Нетребко и Юсиф Эйвазов - "Libiamo, Ne'Lieti Calici". 02.06.2019 [Архівовано 17 січня 2020 у Wayback Machine.]